# Ján Novota
Ján Novota (* 29. listopadu 1983, Matúškovo, Československo) je bývalý slovenský fotbalový brankář a reprezentant, naposledy hráč klubu Debreceni VSC. V únoru 2018 musel ze zdravotních důvodů ukončit profesionální fotbalovou kariéru.

Mimo Slovensko působil na klubové úrovni v Řecku, Rakousku a Maďarsku, v dresu slovenské fotbalové reprezentace odchytal v letech 2014–2016 celkem čtyři zápasy. Účastník EURA 2016 ve Francii.

## Klubová kariéra
Ján Novota začal s fotbalovou kariérou v malých slovenských klubech. V letech 2005–2008 hrál v týmu FC Senec, který se v roce 2008 sloučil s DAC 1904 Dunajská Streda (kam tedy hráč přešel). V roce 2010 prošel krátkou anabází v řeckém týmu Panserraikos FC, poté se vrátil do Dunajské Stredy.
V červenci 2011 přestoupil do slavného rakouského klubu SK Rapid Wien, kde se vypracoval do pozice brankářské jedničky. V dubnu 2014 překonal klubový rekord v počtu odchytaných minut bez inkasované branky v rakouské Bundeslize od jejího vzniku v roce 1974. Předčil Herberta Feuera, jenž za Rapid odchytal v letech 1982–1983 527 minut bez inkasované branky. Jeho úspěšná šňůra se zastavila na hodnotě 623 minut, utnul ji hráč klubu SV Grödig Tadej Trdina. Utkání skončilo remízou 2:2.
S Rapidem si zahrál v předkolech Evropské ligy 2014/15, do základní skupiny se klub nedokázal kvalifikovat. To se Rapidu podařilo až v následujícím ročníku 2015/16. V sezóně 2016/17 dostával na hřišti minimum příležitostí.
V červenci 2017 se přesunul z Rakouska do sousedního Maďarska, kde posílil klub Debreceni VSC. Dostal návrh dvouletého kontraktu. V únoru 2018 musel kvůli zdravotním obtížím skončit s profesionální kopanou.

## Reprezentační kariéra
23. května 2014 debutoval pod trenérem Jánem Kozákem v A-mužstvu Slovenska v přátelském zápase proti reprezentaci Černé Hory (výhra 2:0). Odchytal druhý poločas.
Ján Kozák jej vzal společně s dalšími brankáři Matúšem Kozáčikem a Jánem Muchou na EURO 2016 ve Francii, kam se Slovensko probojovalo poprvé v éře samostatnosti. Na turnaji byl náhradním brankářem a nenastoupil v žádném utkání, jedničkou byl Matúš Kozáčik.

### Reprezentační zápasy
Zápasy Jána Novoty za A-mužstvo Slovenska
| Rok    | Zápasy | Góly |
| ------ | ------ | ---- |
| 2014   | 1      | 0    |
| 2015   | 1      | 0    |
| 2016   | 2      | 0    |
| Celkem | 4      | 0    |